# يانغي لي
يانغي لي (بالإنجليزية: Yanghee Lee) متخصصة في علم النفس التنموي في كوريا الجنوبية وتعمل أستاذة في جامعة سونغ كيون كوان. لها أعمال ومشاركات طويلة في المنظمات الدولية لحقوق الإنسان.

## تعليمها
حصلت يانغي لي على على شهادة البكالريوس من تعليمها من جامعة جورج تاون في واشنطن الأمريكية. أجرت لاحقًا دراسات عليا في جامعة ميسوري وحصلت على درجيت الماجستير والدكتوراه. مُنحت جائزة حقوق الإنسان لعام 2009 في كوريا الجنوبية.

## أعمالها
عملت لي في الأدوار والمهام التالية:
- رئيسة لجنة حقوق الطفل في مفوضية الأمم المتحدة السامية لحقوق الإنسان (2007-2011).
- رئيسة اجتماع رؤساء هيئات المعاهدات (2010-2011).
- مقرر الأمم المتحدة الخاص المعني بحالة حقوق الإنسان في ميانمار.[2]
- أسست المركز الدولي لحقوق الطفل.